# Меалле
Меалле́ (фр. и окс. Méallet) — коммуна во Франции, находится в регионе Овернь. Департамент — Канталь. Входит в состав кантона Морьяк. Округ коммуны — Морьяк.
Код INSEE коммуны — 15123.
Коммуна расположена приблизительно в 400 км к югу от Парижа, в 80 км юго-западнее Клермон-Феррана, в 37 км к северу от Орийака.

## Население
Население коммуны на 2008 год составляло 173 человека.
| 1962 | 1968 | 1975 | 1982 | 1990 | 1999 | 2008 |
| ---- | ---- | ---- | ---- | ---- | ---- | ---- |
| 435  | 379  | 304  | 248  | 185  | 173  | 173  |

## Экономика
В 2007 году среди 118 человек в трудоспособном возрасте (15—64 лет) 79 были экономически активными, 39 — неактивными (показатель активности — 66,9 %, в 1999 году было 58,4 %). Из 79 активных работали 71 человек (37 мужчин и 34 женщины), безработных было 8 (5 мужчин и 3 женщины). Среди 39 неактивных 6 человек были учениками или студентами, 16 — пенсионерами, 17 были неактивными по другим причинам.

## Достопримечательности
- Виадук Сюмен. Памятник истории с 2007 года[3]
- Замок Монбрюн (XV век). Памятник истории с 1998 года[4]
- Церковь Сен-Жорж (XII век). Памятник истории с 1970 года[5]

## Фотогалерея

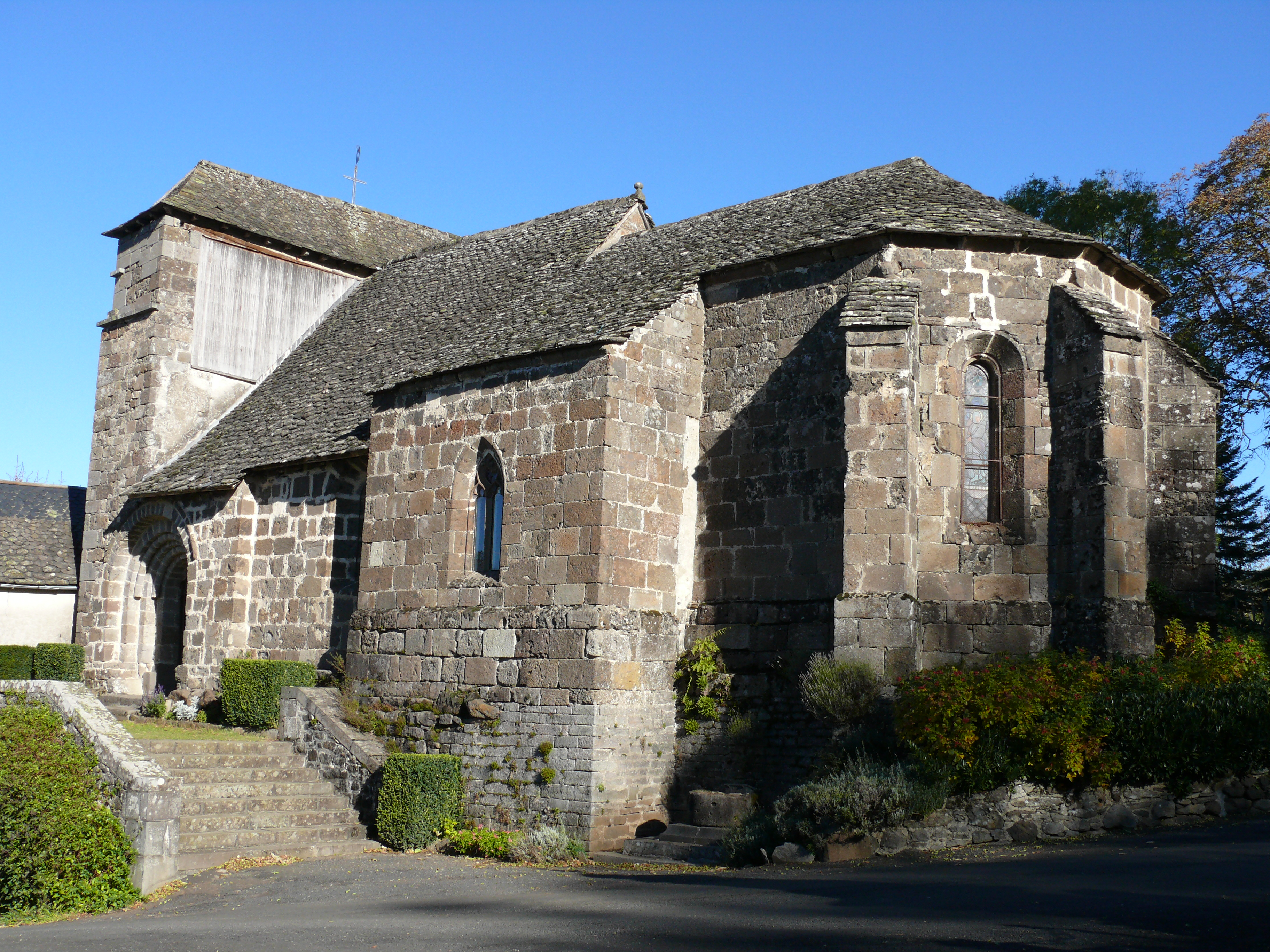
Церковь Сен-Жорж
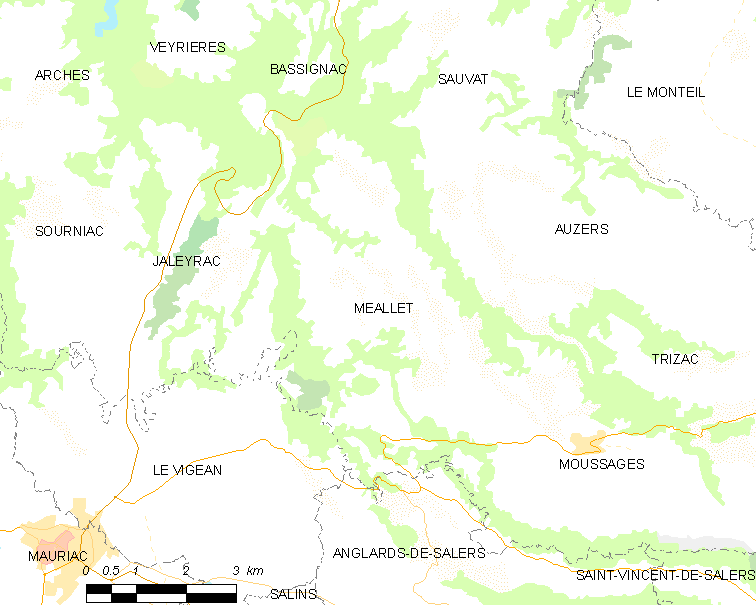
Карта коммуны